# Skyttegravsfeber
Skyttegravsfeber, eller femdagarsfeber, är en infektionssjukdom orsakad av bakterien Bartonella quintana som sprids till människor genom den vanliga lusen, Pediculus humanus.
Sjukdomen yttrar sig i upprepade kortare feberperioder och under första anfallet visar sig röda fläckar på buken. Den medför även muskelsmärtor och kan påverka hjärtklaffarna. Sjukdomen observerades först under första världskriget i hos soldaterna i skyttegravarna, därav namnet skyttegravsfeber.  I modern tid sprids sjukdomen främst bland hemlösa i storstäder.
Vissa drabbade tillfrisknar utan behandling medan andra kan behöva antibiotika.